# Woke up with a Monster
Woke up with a Monster es un álbum de estudio de la banda estadounidense Cheap Trick publicado por Warner Bros. Records en 1994 y producido por Ted Templeman. Logró ubicarse en el puesto No. 123 de la lista Billboard en los Estados Unidos.

## Lista de canciones
1. "My Gang" (T. Petersson, R. Zander, R. Nielsen) - 4:22
2. "Woke Up with a Monster" (R. Nielsen, T. Petersson, R. Zander) - 4:32
3. "You're All I Wanna Do" (R. Nielsen, T. Petersson, R. Zander, Jim Peterik, J. Raymond, Terry Reid) - 4:03
4. "Never Run Out of Love" (R. Nielsen, J. Peterik) - 4:08
5. "Didn't Know I Had It" (R. Nielsen, Todd Cerney) - 4:31
6. "Ride the Pony" (R. Zander, Mark Spiro) - 4:31
7. "Girlfriends" (R. Nielsen, T. Petersson, R. Zander, B. Carlos) - 4:32
8. "Let Her Go" (Zander, N. Graham/Publishers still pending) - 4:28
9. "Tell Me Everything" (R. Zander, T. Petersson, R. Nielsen, Michael McDonald, Julian Raymond) - 3:59
10. "Cry Baby" (T. Petersson, R. Nielsen, R. Zander) - 4:18
11. "Love Me for a Minute" (R. Zander, R. Nielsen, T. Petersson) - 4:12

### Sencillos
- (1994) "Woke Up with a Monster" - #16 EEUU Mainstream Rock
- (1994) "You're All I Wanna Do"/"Cry Baby"
- (1994) "Girlfriends"
- (1994) "Never Run Out of Love"
- (1994) "Didn't Know I Had It"

## Créditos
- Robin Zander - voz, guitarra rítmica
- Rick Nielsen - guitarra, coros
- Tom Petersson - bajo, coros
- Bun E. Carlos - batería, percusión